# Dóra Lőwy
Dóra Lőwy, född 28 juni 1977 i Tata, är en ungersk tidigare handbollsspelare (vänstersexa).

## Klubblagskarriär
1988 började hon spela handboll i Tata under ledning av tränaren István Bán. Hon valde sedan att spela för Budapestklubben Ferencvárosi TC:s ungdomslag. 1994 debuterade hon i seniorlaget. Fram till 2003 representerade hon Fradi (=  Ferencváros) i 351 matcher och gjorde 891 mål i klubben. Under sin tid i Ferencváros vann hon fem ligatitlar och fyra cupsegrar. 2002 var hon också med i EHF Champions League finalen. 2003 till 2005 spelade hon för österrikiska klubben Hypo Niederösterreich, och blev en tvåfaldig österrikisk mästare och tvåfaldig österrikisk cupvinnare.

## Landslagskarriär
Dóra Lőwy mästerskapsdebuterade med Ungerns U18-damlandslag i handboll vid ungdomsmästerskapet i handboll för damer 1994. 1997 blev hon utslagen i åttondelsfinalen i U20-VM.
1999 slutade hon femma vid VM i Norge. Hon blev också uttagen till All Star-Team. I januari 2000 drabbades hon av en knäskada, vilket gjorde att hon missade sex månader och inte kunde spela i det världslag som hon blev inbjuden till. År 2000 blev hon silvermedaljör vid de olympiska handbollstävlingarna 2000 i Sydney. Hon deltog inte i EM 2000 på grund av skada. VM-turneringen 2001 blev hennes sista mästerskap. Löwy spelade 1999 till 2002 34 landskamper och gjorde 104 mål i Ungerns landslag.

## Meriter i klubblag
- Nemzeti bajnokság (ungerska ligan)
  - : 1994, 1995, 1996, 1997, 2000, 2002
- Magyar Kupa ( ungerska cupen)
  - : 1994, 1995, 1996, 1997
- Österriks liga
  - : 2004, 2005
- ÖHB-cupen:
  - : 2004, 2005
- EHF-cupvinnarcupen:
  - : 1994
- EHF Champions League
  -  2002

## Individuella utmärkelser
Vänstersexa i All Star Team vid VM 1999